# Agence des aires marines protégées
L'Agence des aires marines protégées est un ancien établissement public à caractère administratif français, basé à Brest, fonctionnant sous tutelle du ministère de l'Écologie entre 2006 et 2016. Depuis 2017, la loi du 9 août 2016 pour la reconquête de la biodiversité, de la nature et des paysages prévoit, dans son article 23, que les missions comme la situation active et passive, et l'ensemble des droits et obligations de l'Agence des aires marines protégées soient repris par l'Agence française pour la biodiversité, devenue en 2020 l'Office Français de la Biodiversité.

## Fonctions
- Animation du réseau des aires marines protégées françaises, et des parcs naturels marins. Pour ce faire l'agence peut s'appuyer sur la concertation et sur divers outils juridiques (parc naturel marin, Réseau Natura 2000, réserve naturelle, parc national, domaine public maritime du Conservatoire du littoral, arrêté préfectoral de protection de biotope, Trame bleue…
- Acquisition de données scientifiques sur les milieux marins, avec notamment à partir de 2008 une campagne d'exploration des têtes de canyons (de 70 à 600 m de fond) de Méditerranée face au littoral français (hors Corse) [2] où l'on trouve notamment des coraux froids profonds (Lophelia pertusa, Madrepora oculata)) et des habitats servant de refuge, de corridor, de frayères ou de nurserie pour de nombreuses espèces ;
Une coopération avec la NOAA est prévue à partir de fin 2009 en Polynésie française pour cartographier les fonds marins de Mayotte et de la Réunion des îles Éparses dans le (campagne Litto3D du ministère du Développement durable cofinancée par certaines collectivités). 
2010 (« Année mondiale de la biodiversité ») sera l'occasion d'une évaluation de la biodiversité des TAAF, au large des îles Éparses encore peu exploré bien que reconnu comme Point chaud de biodiversité.
- Facilitation de la concertation entre élus, usagers et associations de protection sur la gestion d’espaces marins reconnus comme remarquables tels que parcs naturels marins, aires protégées (parcs nationaux, réserves naturelles, sites Natura 2000 dès qu’ils ont une partie maritime).
- Expérimentation de méthodes nouvelles de gouvernance ou de gestion, gestion restauratoire, etc. par exemple en 2013, avec l'aide du programme européen Life +, l'agence lance un projet "Life+-PêcheAPiedeLoisir" visant à construire un réseau de partenaires  (dans 11 zones pilotes) pour expérimenter « des méthodes de gestion durable transposables en matière de pêche de loisir »[3]..

## Statut juridique antérieur à la loi d'août 2016
L’Agence a été créée par la loi n° 2006-436 du 14 avril 2006 relative aux parcs nationaux, aux parcs naturels marins et aux parcs naturels régionaux.
- Ses fonctions ont été précisées par décret n° 2006-1266 du 16 octobre 2006
- Un arrêté du 8 décembre 2006 nomme les 15 premiers membres du collège des élus, usagers et associations qui ne siègent pas en raison des fonctions qu’ils occupent représentent les associations. Olivier LAROUSSINIE, ancien sous-directeur adjoint aux espaces naturels, dirige l'Agence.

## Conseil d'administration antérieur à la loi d'août 2016
Il est composé des présidents de parcs naturels marins et de deux collèges :
1. représentants de l’État (16 membres) ;
2. élus, usagers et associations (21 membres, dont 2 associatifs ; Joseph Travé (Comité de liaison des associations pour l'environnement du Languedoc-Roussillon) et Bernard Cressens (WWF France)) élus pour trois ans.

Il définit les politiques de gestion des parcs naturels marins et aires marines protégées de son domaine de compétence (création, gestion, évaluation), en s’appuyant sur un conseil scientifique de 10 membres.
L'agence est présidée par Paul Giacobbi, député corse, depuis le 3 octobre 2012.